# Lena Belkina
Lena Belkina (ukrainisch Olena Iuriiewna Bielkina; * 27. November 1987 in Taschkent, Usbekische Sozialistische Sowjetrepublik) ist eine ukrainische Opern-, Konzert- und Liedsängerin (Mezzosopran). Seit dem 8. März 2024 tritt sie unter ihrem bürgerlichen Namen Olena Leser als offiziellem Künstlernamen auf.

## Leben

### Ausbildung und erste Engagements
Lena Belkina wurde in Taschkent (Usbekistan) geboren und übersiedelte 1989 mit ihrer Familie in die Ukraine. Sie trat schon als Kind in ihrer Heimatstadt Dschankoj auf der Halbinsel Krim als Sängerin von Volksliedern auf. Mit 14 Jahren erhielt sie Gesangsunterricht und studierte dann von 2003 bis 2009 an der Tschaikowski-Musikakademie in Kiew bei Jewhenija Miroschnytschenko und Nikolai Gorbatow. Nach Gewinn des ukrainischen internationalen Boris-Gmyria-Gesangswettbewerbs war sie von 2009 bis 2012 Ensemblemitglied der Oper Leipzig. Gleichzeitig studierte sie an der Hochschule für Musik und Theater „Felix Mendelssohn Bartholdy“ in Leipzig und erlangte 2012 den deutschen Studienabschluss mit Auszeichnung. Im Januar 2011 gab sie ihr Debüt am Palau de les Arts, Valencia, als Olga in Eugen Onegin. Als Rosina in Il barbiere di Siviglia an der Deutschen Oper am Rhein im Dezember 2011 machte sie erstmals als Rossini-Interpretin auf sich aufmerksam.

### Entwicklung als Opernsängerin
2012 stellte Lena Belkina in der Live-Verfilmung von Rossinis La Cenerentola durch Carlo Verdone die Hauptrolle dar. Die Vorführung bzw. Fernsehübertragung dieses Films in mittlerweile über 150 Ländern machte sie international bekannt. Von 2012 bis 2014 war sie Ensemblemitglied der Wiener Staatsoper und trat dort u. a. als Cherubino in Le nozze di Figaro, als Flora Bervoix in La traviata und als zweite Elfe in Rusalka auf. Ihr anschließendes internationales Wirken hatte zunächst Hauptpartien in Opern von Rossini als Schwerpunkt. Ein wichtiger Entwicklungsschritt war die Teilnahme am Rossini Opera Festival Pesaro 2014. Hierbei sang sie die umfangreiche Hosenrolle des Arsace in einer neu revidierten Ausgabe der Oper Aureliano in Palmira. Diese Produktion wurde 2015 beim International Opera Award mit dem Preis in der Kategorie „wiederentdecktes Werk“ ausgezeichnet.
Bekanntheit außerhalb des Belcantofachs erlangte sie vor allem als Carmen bei den Bregenzer Festspielen 2017 und 2018. Auch mit osteuropäischem Repertoire war sie immer wieder präsent und stellte im März 2019 am Theater an der Wien die Titelrolle in Tschaikowskys selten gespielter Oper Die Jungfrau von Orleans dar. Hierüber berichteten zahlreiche Rezensenten.

### Opernrollen und Engagements (Auswahl)
| Debüt in | Rolle                              | |
| -------- | ---------------------------------- | --- |
| 2010-09  | Olga (Eugen Onegin)                | - Opernhaus Leipzig - Palau de les Arts, Valencia (Jan. 2011) - Teatro Communale di Bologna (April 2014) - Musiktheater Malmö (Nov. 2015) - Opéra de Limoges (April 2016) |
| 2011-12  | Rosina (Il barbiere di Siviglia)   | - Deutsche Oper am Rhein - Neues Nationaltheater Tokio (Nov. 2016) - Grand Théâtre de Genève (Sep. 2017)                                                                  |
| 2012-10  | Cherubino (Le nozze di Figaro)     | Wiener Staatsoper |
| 2014-08  | Arsace (Aureliano in Palmira)      | Rossini Opera Festival Pesaro |
| 2015-06  | Dorabella (Così fan tutte)         | Bayerisches Staatstheater am Gärtnerplatz, München |
| 2016-01  | Angelina (La Cenerentola)          | - Nationaltheater Prag - Oper Kiew (Juni 2016) |
| 2017-02  | Varvara (Katja Kabanowa)           | - Teatro Regio di Torino - Teatro San Carlo, Neapel (Dez. 2018) |
| 2017-07  | Carmen (Carmen)                    | - Bregenzer Festspiele 2017 und 2018 - Oper Kiew (Mai 2018) - Hessisches Staatstheater Wiesbaden (Sep. 2019)                                                              |
| 2018-02  | Adalgisa (Norma)                   | Oper Kiew |
| 2018-02  | Nicklausse (Hoffmanns Erzählungen) | Neues Nationaltheater Tokio |
| 2018-04  | Elena (La donna del lago)          | Opéra de Lausanne |
| 2018-11  | Teseo (Teseo)                      | Theater an der Wien |
| 2019-03  | Johanna (Die Jungfrau von Orléans) | Theater an der Wien |
| 2021-09  | Sonia (Krieg und Frieden)          | Grand Théâtre de Genève |
| 2021-10  | Smeton (Anna Bolena)               | Grand Théâtre de Genève |
| 2023-02  | Gismonda (Ottone)                  | Händel-Festspiele Karlsruhe |

### Wirken als Konzertsängerin
Gerne wird Lena Belkina auch als Altsolistin in Oratorien und symphonischen Werken verpflichtet. So sang sie im November 2012 im Leipziger Gewandhaus Gustav Mahlers Kindertotenlieder und wirkte im März 2013 in der Bonner Beethovenhalle beim Requiem von Antonín Dvořák mit. Im Januar 2015 war sie Solistin bei einer Aufführung von Sergei Prokofjews Filmmusik zu Iwan der Schreckliche. Im Mai 2016 wirkte sie bei Aufführungen der 2. Sinfonie von Gustav Mahler in Flensburg und Sønderborg und im September 2016 bei Gustav Mahlers Lied von der Erde mit dem Jerusalem Symphony Orchestra unter Frédéric Chaslin mit. Außerdem trat sie als Sängerin klavierbegleiteter Lieder u. a. von Brahms, Rachmaninow und Tschaikowski auf. Seit der russischen Invasion in der Ukraine legt sie den Schwerpunkt ihres Repertoires auf ukrainische Liedkunst.

### Familie
Lena Belkina ist mit einem österreichischen Anwalt verheiratet und wurde im April 2020 Mutter einer Tochter.

## Diskografie

### Tonaufnahmen
- Dolci Momenti / Belcanto Arias (Rossini, Bellini, Donizetti). Lena Belkina mit dem Münchner Rundfunkorchester unter Alessandro De Marchi. Erschienen 2015 bei Sony Classical.
- Giacomo Meyerbeer, Emma di Resburgo. Gesamtaufnahme auf Doppel-CD mit Simone Kermes, Vivica Genaux, Lena Belkina, Thomas Walker, Manfred Hemm, Martin Vanberg, Wiener Singakademie, moderntimes_1800, Leitung: Andreas Stoehr. Erschienen 2015 bei Newplay Classical Recordings.
- Classic Vienna, Arien von Mozart, Gluck und Haydn. ORF Radio-Symphonieorchester Wien unter Andrea Sanguineti. Erschienen 2017 bei Sony Classical.
- Spring Night, Lieder von Tschaikowski und Rachmaninow mit Natalia Siderenko, Klavier. Erschienen 2021 bei Sola Musica.
- Passion for Ukraine, Lieder von Gregory Alchevskiy, Kyrylo Stetsenko, Mykhailo Zherbin mit Violina Petrychenko, Klavier. Erschienen 2022 bei Sola Musica.

### DVD-Aufnahmen
- Tschaikowski, Eugen Onegin, Lena Belkina als Olga, mit Kristīne Opolais, Artur Ruciński, Dmitry Korchak, Günther Groissböck. Palau de les Arts, Valencia. Erschienen bei CMajor, 2011.
- Rossini, Aureliano in Palmira, Lena Belkina als Arsace. Live-Aufnahme vom Rossini Opera Festival Pesaro 2014; Regie: Mario Martone. Erschienen bei Arthaus, 2014